# Alexis I. du Pont Bayard
Alexis Irénée du Pont „Lex“ Bayard (* 11. Februar 1918 in Wilmington, Delaware; † 3. September 1985 ebenda) war ein US-amerikanischer Politiker. Zwischen 1949 und 1953 war er Vizegouverneur des Bundesstaates Delaware.

## Werdegang
Alexis Bayard entstammte väterlicher- und mütterlicherseits zwei bekannten Familien in Delaware. Die Bayards waren seit fünf Generationen in der amerikanischen Politik auf Staats- und Bundesebene tätig; die du Ponts waren reiche Unternehmer in der Chemie- und Schießpulverindustrie. Sein Vater war US-Senator Thomas F. Bayard (1868–1942). Nach einem Jurastudium und seiner Zulassung als Rechtsanwalt begann er in diesem Beruf zu arbeiten. Während des Zweiten Weltkrieges diente er im United States Marine Corps. Politisch war er Mitglied der Demokratischen Partei. Im Jahr 1948 war er Ersatzdelegierter zur Democratic National Convention, auf der Präsident Harry S. Truman zur Wiederwahl nominiert wurde.
1948 wurde Bayard an der Seite von Elbert N. Carvel zum Vizegouverneur von Delaware gewählt. Dieses Amt bekleidete er zwischen 1949 und 1953. Dabei war er Stellvertreter des Gouverneurs und Vorsitzender des Staatssenats. Im Jahr 1952 kandidierte er für den US-Senat, unterlag aber dem Republikaner John J. Williams. Er war auch Mitglied einiger juristischer Vereinigungen. Nach dem Ende seiner Zeit als Vizegouverneur praktizierte er wieder als Anwalt. Alexis Bayard starb am 3. September 1985 in Wilmington.